# Philotrypesis tridentata
Philotrypesis tridentata is een vliesvleugelig insect uit de familie Pteromalidae. De wetenschappelijke naam is voor het eerst geldig gepubliceerd in 1954 door Joseph.